# Souaken
Souaken är en ort i Marocko.   Den ligger i regionen Tanger-Tétouan-Al Hoceïma, 150 km nordost om huvudstaden Rabat.